# F. Lee Bailey
Pour l’article homonyme, voir Bailey.
Francis Lee Bailey Jr., né le 10 juin 1933 à Waltham dans le Massachusetts et mort le 3 juin 2021 à Atlanta en Géorgie, est un avocat américain.

## Biographie
Spécialiste de la défense criminelle, il a été l'avocat de Sam Sheppard lors de son second procès, a supervisé l'avocat d'Ernest Medina, a défendu Patty Hearst pour vol à main armée dans des banques et a fait partie de l'équipe qui a défendu O. J. Simpson. Bailey a pour responsabilité de mener le contre-interrogatoire du premier témoignage du policier Mark Fuhrman, qu'il agresse violemment sur l'utilisation potentielle du terme « nègre ». Dans un premier temps, son travail est un vif échec car le policier ne craque pas,. Bailey a également des échanges virulents avec la procureure Marcia Clark. Lorsque sont découvertes les bandes audio dans lesquelles le policier est entendu utiliser ce terme à 41 reprises, son travail est alors mis en avant.
Dans le même temps que l'affaire Simpson, dans lequel il a un rôle mineur, Bailey défend le trafiquant de drogue Claude DuBoc. Ce dernier plaide qu'il accepte de laisser des actions de l’entreprise Biochem Pharma d'une valeur de 6 millions de dollars au gouvernement. Au moment où le gouvernement collecte les actions, la valeur de l'ensemble a augmenté à 20 millions de dollars. Bailey réclame une partie de la différence pour payer ses frais d'avocat à hauteur de 3 millions de dollars. Engagé dans une bataille juridique contre le gouvernement, il est envoyé en prison 44 jours. Il fait partie du barreau de Floride et de celui du Massachusetts jusqu'à s'en faire exclure pour mauvaise conduite, respectivement en 2001 et 2003.